# Добротин, Александр Александрович
Александр Александрович Добротин (20 ноября 1904, Ярославль — 15 ноября 1985, Минск) — советский театральный актёр и режиссёр, театральный деятель, преподаватель, заслуженный артист РСФСР (1946), заслуженный деятель искусств РСФСР (1958).

## Биография
Родился 20 ноября 1904 года в Ярославле. С 1918 года проходил обучение в Пролетарской драматической студии при Ярославском драматическом театре, дебютировал в спектакле «Изгнанники» Ю. Тарича. В 1925 году завершил обучение в студии камерного драматического искусства в Ленинграде.
Служил актёром в различных театрах страны: в Ленинграде (Сатиры, Реалистическом, Новом), Ташкенте, Душанбе.
С 1939 года активно занимался режиссурой. Возглавлял театры в Мурманске, Кемерово (с 1944), Нижнем Новгороде, Курске (1952—1955), Владивостоке (1955—1959), Челябинске (с 1959), Воронеже.
С 1966 по 1968 годы — главный режиссёр Государственного русского драматического театра Белоруссии.
С 1971 по 1975 годы преподавал в Белорусском театрально-художественном институте. С 1975 по 1982 годы в Минском институте культуры.
Проживал в Минске. Умер 15 ноября 1985 года.

## Награды
- Заслуженный артист РСФСР (1946).
- Заслуженный деятель искусств РСФСР (1958).

## Работы
Роли в театре:
- Железнов («Васса Железнова»);
- Карандышев («Бесприданница»);
- Фадинар («Соломенная шляпка» Лабиша);
- Мотыльков («Слава» В. Гусева);
- Пуговицын («Самолет опаздывает на сутки»);
- Ленин («Человек с ружьём», «Кремлёвские куранты» и «Третья патетическая» Погодина).

Постановки в театре:
- «Дети солнца»,
- «Офицер флота»,
- «Бесприданница»,
- «Последние»,
- «Власть тьмы» (1952, Курск),
- «Оптимистическая трагедия» В. Вишневского (1954, Курск);
- «Враги» А. М. Горького,
- "Вечно живые"В Розова,
- «Барабанщица» А. Салынского,
- «Кремлевские куранты» Н. Погодина,
- «Маскарад» М. Лермонтова (1958),
- «Чайка» (1959, Челябинск),
- «Оптимистическая трагедия» (1961, Воронеж).
- «Шестое июля» М. Шатрова,
- «Любовь Яровая» К. Тренёва (1967),
- «Далёкие окна» В. Собко,
- «Дурочка» Лопе Де Вега (1968),
- «Путешествие без багажа» Ж. Ануя (1969),
- «Враги» М. Горького (1970).

Роли в кино:
- 1973 — «Тартак» (немецкий офицер);
- 1963 — «Сергеев ищет Сергеева» (книжный эрудит).